# Слиновце
Слиновце (словен. Slinovce) је насељено место у општини Костањевица на Крки, Посавска регија, Словенија.

## Историја
До територијалне реорганизације у Словенији било је у саставу старе општине Кршко.

## Становништво
У попису становништва из 2011. године, Слиновце је имало 41 становника.
| Број становника према пописима | Број становника према пописима | Број становника према пописима |
| ------------------------------ | ------------------------------ | ------------------------------ |
| 1991                           | 2002                           | 2011                           |
| 50                             | 42                             | 41                             |

Напомена: Године 2006. умањено за део насеља који је припојен насељу Костањевица на Крки.